# 2025
| [ Edytuj tabelę ]                                                | |
| Prezydent Polski                                                 | - 2015 Andrzej Duda 2025 - 2025 Karol Nawrocki                                                              |
| Premier Polski                                                   | - 2023 Donald Tusk                                                                                          |
| Prezydent Abchazji                                               | - 2020 Asłan Bżanija                                                                                        |
| Premier Abchazji                                                 | - 2020 Aleksandr Ankwab                                                                                     |
| Emir Afganistanu                                                 | - 2021 Hibatullah Achundzada                                                                                |
| Premier Afganistanu                                              | - 2023 Hasan Achund (p.o.)                                                                                  |
| Prezydent Albanii                                                | - 2022 Bajram Begaj                                                                                         |
| Premier Albanii                                                  | - 2013 Edi Rama                                                                                             |
| Prezydent Algierii                                               | - 2019 Abdelmadjid Tebboune                                                                                 |
| Premier Algierii                                                 | - 2023 Nadir al-Arbawi                                                                                      |
| Współksiążęta Andory                                             | - 2003 Joan Enric Vives Sicília 2025 - 2025 Josep-Lluís Serrano Pentinat - 2017 Emmanuel Macron             |
| Premier Andory                                                   | - 2019 Xavier Espot Zamora                                                                                  |
| Prezydent Angoli                                                 | - 2017 João Lourenço                                                                                        |
| Premier Antigui i Barbudy                                        | - 2014 Gaston Browne                                                                                        |
| Król Arabii Saudyjskiej                                          | - 2015 Salman ibn Abd al-Aziz Al Su’ud                                                                      |
| Prezydent Argentyny                                              | - 2023 Javier Milei                                                                                         |
| Prezydent Armenii                                                | - 2022 Wahagn Chaczaturian                                                                                  |
| Premier Armenii                                                  | - 2018 Nikol Paszinian                                                                                      |
| Premier Australii                                                | - 2022 Anthony Albanese                                                                                     |
| Prezydent Austrii                                                | - 2017 Alexander Van der Bellen                                                                             |
| Kanclerz Austrii                                                 | - 2021 Karl Nehammer 2025 - 2025 Alexander Schallenberg (p.o) 2025 - 2025 Christian Stocker                 |
| Prezydent Azerbejdżanu                                           | - 2003 İlham Əliyev                                                                                         |
| Premier Azerbejdżanu                                             | - 2019 Əli Əsədov                                                                                           |
| Premier Bahamów                                                  | - 2021 Philip Davis                                                                                         |
| Król Bahrajnu                                                    | - 2002 Hamad ibn Isa Al Chalifa                                                                             |
| Premier Bahrajnu                                                 | - 2020 Salman ibn Hamad ibn Isa Al Chalifa                                                                  |
| Prezydent Bangladeszu                                            | - 2023 Shahabuddin Chuppu                                                                                   |
| Premier Bangladeszu                                              | - 2024 Muhammad Yunus                                                                                       |
| Prezydent Barbadosu                                              | - 2021 Sandra Mason                                                                                         |
| Premier Barbadosu                                                | - 2018 Mia Mottley                                                                                          |
| Król Belgów                                                      | - 2013 Filip I                                                                                              |
| Premier Belgii                                                   | - 2020 Alexander De Croo 2025 - 2025 Bart De Wever                                                          |
| Premier Belize                                                   | - 2020 Juan Antonio Briceño                                                                                 |
| Prezydent Beninu                                                 | - 2016 Patrice Talon                                                                                        |
| Król Bhutanu                                                     | - 2006 Jigme Khesar Namgyel Wangchuck                                                                       |
| Premier Bhutanu                                                  | - 2024 Tshering Tobgay                                                                                      |
| Prezydent Białorusi                                              | - 1994 Alaksandr Łukaszenka                                                                                 |
| Premier Białorusi                                                | - 2020 Raman Hałouczenka 2025 - 2025 Alaksandr Turczyn                                                      |
| Prezydent Boliwii                                                | - 2020 Luis Arce                                                                                            |
| Przewodniczący Prezydium Bośni i Hercegowiny                     | - 2024 Željka Cvijanović 2025 - 2025 Željko Komšić                                                          |
| Premier Bośni i Hercegowiny                                      | - 2023 Borjana Krišto                                                                                       |
| Prezydent Botswany                                               | - 2024 Duma Boko                                                                                            |
| Prezydent Brazylii                                               | - 2023 Luiz Inácio Lula da Silva                                                                            |
| Sułtan Brunei                                                    | - 1967 Hassanal Bolkiah                                                                                     |
| Prezydent Bułgarii                                               | - 2017 Rumen Radew                                                                                          |
| Premier Bułgarii                                                 | - 2024 Dimityr Gławczew 2025 - 2025 Rosen Żelazkow                                                          |
| Przewodniczący Ruchu na rzecz Ochrony i Odbudowy Burkina Faso    | - 2022 Ibrahim Traore                                                                                       |
| Prezydent Burundi                                                | - 2020 Evariste Ndayishimiye                                                                                |
| Premier Burundi                                                  | - 2022 Gervais Ndirakobuca 2025 - 2025 Nestor Ntahontuye                                                    |
| Prezydent Chile                                                  | - 2022 Gabriel Boric                                                                                        |
| Przewodniczący ChRL                                              | - 2013 Xi Jinping                                                                                           |
| Premier Chin                                                     | - 2023 Li Qiang                                                                                             |
| Prezydent Chorwacji                                              | - 2020 Zoran Milanović                                                                                      |
| Premier Chorwacji                                                | - 2016 Andrej Plenković                                                                                     |
| Prezydent Cypru                                                  | - 2023 Nikos Christodulidis                                                                                 |
| Prezydent Cypru Północnego                                       | - 2020 Ersin Tatar                                                                                          |
| Przewodniczący Tymczasowej Rady Wojskowej Czadu                  | - 2021 Mahamat Déby Itno                                                                                    |
| Premier Czadu                                                    | - 2024 Allamaye Halina                                                                                      |
| Prezydent Czarnogóry                                             | - 2023 Jakov Milatović                                                                                      |
| Premier Czarnogóry                                               | - 2023 Milojko Spajić                                                                                       |
| Prezydent Czech                                                  | - 2023 Petr Pavel                                                                                           |
| Premier Czech                                                    | - 2021 Petr Fiala                                                                                           |
| Król Danii                                                       | - 2024 Fryderyk X                                                                                           |
| Premier Danii                                                    | - 2019 Mette Frederiksen                                                                                    |
| Prezydent DR Konga                                               | - 2019 Félix Tshisekedi                                                                                     |
| Premier DR Konga                                                 | - 2024 Judith Tuluka                                                                                        |
| Dalajlama                                                        | - 1940 Tenzin Gjaco                                                                                         |
| Prezydent Dominikany                                             | - 2020 Luis Abinader                                                                                        |
| Prezydent Dominiki                                               | - 2023 Sylvanie Burton                                                                                      |
| Premier Dominiki                                                 | - 2004 Roosevelt Skerrit                                                                                    |
| Prezydent Dżibuti                                                | - 1999 Ismail Omar Guelleh                                                                                  |
| Premier Dżibuti                                                  | - 2013 Abdoulkader Kamil Mohamed                                                                            |
| Prezydent Egiptu                                                 | - 2014 Abd al-Fattah as-Sisi                                                                                |
| Premier Egiptu                                                   | - 2018 Mustafa Madbuli                                                                                      |
| Prezydent Ekwadoru                                               | - 2023 Daniel Noboa                                                                                         |
| Prezydent Erytrei                                                | - 1993 Isajas Afewerki                                                                                      |
| Prezydent Estonii                                                | - 2021 Alar Karis                                                                                           |
| Premier Estonii                                                  | - 2024 Kristen Michal                                                                                       |
| Król Eswatini                                                    | - 2018 Ntombi (współpanująca) - 2018 Mswati III                                                             |
| Premier Eswatini                                                 | - 2023 Russell Dlamini                                                                                      |
| Prezydent Etiopii                                                | - 2018 Sahle-Work Zewde                                                                                     |
| Premier Etiopii                                                  | - 2018 Abiy Ahmed Ali                                                                                       |
| Przew. Komisji Europejskiej                                      | - 2019 Ursula von der Leyen (Niemcy)                                                                        |
| Przew. Rady Europejskiej                                         | - 2024 António Costa (Portugalia)                                                                           |
| Prezydent Fidżi                                                  | - 2024 Naiqama Lalabalavu                                                                                   |
| Premier Fidżi                                                    | - 2022 Sitiveni Rabuka                                                                                      |
| Prezydent Filipin                                                | - 2022 Ferdinand Marcos Jr.                                                                                 |
| Prezydent Finlandii                                              | - 2024 Alexander Stubb                                                                                      |
| Premier Finlandii                                                | - 2023 Petteri Orpo                                                                                         |
| Prezydent Francji                                                | - 2017 Emmanuel Macron                                                                                      |
| Premier Francji                                                  | - 2024 François Bayrou                                                                                      |
| Prezydent Gabonu                                                 | - 2023 Brice Clotaire Oligui Nguema                                                                         |
| Premier Gabonu                                                   | - 2023 Raymond Ndong Sima 2025                                                                              |
| Prezydent Gambii                                                 | - 2017 Adama Barrow                                                                                         |
| Prezydent Ghany                                                  | - 2017 Nana Akufo-Addo 2025 - 2025 John Dramani Mahama                                                      |
| Prezydent Grecji                                                 | - 2020 Ekaterini Sakielaropulu 2025 - 2025 Konstandinos Tasulas                                             |
| Premier Grecji                                                   | - 2023 Kiriakos Mitsotakis                                                                                  |
| Premier Grenady                                                  | - 2022 Dickon Mitchell                                                                                      |
| Prezydent Gruzji                                                 | - 2024 Micheil Kawelaszwili                                                                                 |
| Premier Gruzji                                                   | - 2024 Irakli Kobachidze                                                                                    |
| Prezydent Gujany                                                 | - 2020 Irfaan Ali                                                                                           |
| Premier Gujany                                                   | - 2020 Mark Phillips                                                                                        |
| Prezydent Gwatemali                                              | - 2024 Bernardo Arévalo                                                                                     |
| Prezydent Gwinei                                                 | - 2021 Mamady Doumbouya (p.o.)                                                                              |
| Premier Gwinei                                                   | - 2024 Bah Oury                                                                                             |
| Prezydent Gwinei Bissau                                          | - 2020 Umaro Sissoco Embaló                                                                                 |
| Premier Gwinei Bissau                                            | - 2023 Rui Duarte de Barros 2025 - 2025 Braima Camará                                                       |
| Prezydent Gwinei Równikowej                                      | - 1979 Teodoro Obiang Nguema Mbasogo                                                                        |
| Premier Gwinei Równikowej                                        | - 2024 Manuel Osa Nsue Nsua                                                                                 |
| Prezydent Haiti                                                  | - 2024 Prezydencka Rada Przejściowa                                                                         |
| Premier Haiti                                                    | - 2024 Alix Didier Fils-Aimé (p.o.)                                                                         |
| Król Hiszpanii                                                   | - 2014 Filip VI                                                                                             |
| Premier Hiszpanii                                                | - 2018 Pedro Sánchez                                                                                        |
| Król Holandii                                                    | - 2013 Wilhelm-Aleksander                                                                                   |
| Premier Holandii                                                 | - 2024 Dick Schoof                                                                                          |
| Prezydent Hondurasu                                              | - 2022 Xiomara Castro                                                                                       |
| Najwyższy przywódca Iranu                                        | - 1989 Ali Chamenei                                                                                         |
| Prezydent Iranu                                                  | - 2024 Masud Pezeszkijan                                                                                    |
| Prezydent Iraku                                                  | - 2022 Abdul Latif Raszid                                                                                   |
| Premier Iraku                                                    | - 2022 Muhammad Szija as-Sudani                                                                             |
| Prezydent Indii                                                  | - 2022 Draupadi Murmu                                                                                       |
| Premier Indii                                                    | - 2014 Narendra Modi                                                                                        |
| Prezydent Indonezji                                              | - 2024 Prabowo Subianto                                                                                     |
| Prezydent Irlandii                                               | - 2011 Michael D. Higgins                                                                                   |
| Premier Irlandii                                                 | - 2024 Simon Harris 2025 - 2025 Micheál Martin                                                              |
| Prezydent Islandii                                               | - 2024 Halla Tómasdóttir                                                                                    |
| Premier Islandii                                                 | - 2024 Kristrún Frostadóttir                                                                                |
| Prezydent Izraela                                                | - 2021 Jicchak Herzog                                                                                       |
| Premier Izraela                                                  | - 2022 Binjamin Netanjahu                                                                                   |
| Premier Jamajki                                                  | - 2016 Andrew Holness                                                                                       |
| Cesarz Japonii                                                   | - 2019 Naruhito                                                                                             |
| Premier Japonii                                                  | - 2024 Shigeru Ishiba                                                                                       |
| Prezydent Jemenu                                                 | - 2022 Raszad al-Alimi                                                                                      |
| Król Jordanii                                                    | - 1999 Abd Allah II                                                                                         |
| Premier Jordanii                                                 | - 2024 Dżafar Hassan                                                                                        |
| Król Kambodży                                                    | - 2004 Norodom Sihamoni                                                                                     |
| Premier Kambodży                                                 | - 2023 Hun Manet                                                                                            |
| Prezydent Kamerunu                                               | - 1982 Paul Biya                                                                                            |
| Premier Kamerunu                                                 | - 2019 Joseph Ngute                                                                                         |
| Premier Kanady                                                   | - 2015 Justin Trudeau 2025 - 2025 Mark Carney                                                               |
| Emir Kataru                                                      | - 2013 Tamim ibn Hamad                                                                                      |
| Premier Kataru                                                   | - 2023 Muhammad ibn Abdul Rahman Al Sani                                                                    |
| Prezydent Kazachstanu                                            | - 2019 Kasym-Żomart Tokajew                                                                                 |
| Premier Kazachstanu                                              | - 2024 Ołżas Biektienow                                                                                     |
| Prezydent Kenii                                                  | - 2022 William Ruto                                                                                         |
| Prezydent Kirgistanu                                             | - 2021 Sadyr Dżaparow                                                                                       |
| Przewodniczący Gabinetu Ministrów Kirgistanu                     | - 2024 Adyłbek Kasymalijew                                                                                  |
| Prezydent Kiribati                                               | - 2016 Taneti Maamau                                                                                        |
| Prezydent Kolumbii                                               | - 2022 Gustavo Petro                                                                                        |
| Prezydent Konga                                                  | - 1997 Denis Sassou-Nguesso                                                                                 |
| Premier Konga                                                    | - 2021 Anatole Collinet Makosso                                                                             |
| Patriarcha Konstantynopola                                       | - 1991 Bartłomiej I                                                                                         |
| Prezydent Korei Południowej                                      | - 2022 Yoon Suk-yeol 2025 - 2025 Han Duck-soo (p.o.) 2025 - 2025 Lee Ju-ho (p.o.) 2025 - 2025 Lee Jae-myung |
| Premier Korei Południowej                                        | - 2024 Choi Sang-mok (p.o.) 2025 - 2025 Han Duck-soo 2025 - 2025 Lee Ju-ho (p.o.) 2025 - 2025 Kim Min-seok  |
| Przewodniczący Komisji Spraw Państwowych KRLD                    | - 2019 Kim Dzong Un                                                                                         |
| Najwyższy Przywódca KRLD                                         | - 2011 Kim Dzong Un                                                                                         |
| Premier KRLD                                                     | - 2024 Pak Thae-song                                                                                        |
| Prezydent Kosowa                                                 | - 2021 Vjosa Osmani                                                                                         |
| Premier Kosowa                                                   | - 2021 Albin Kurti                                                                                          |
| Prezydent Kostaryki                                              | - 2022 Rodrigo Chaves Robles                                                                                |
| Prezydent Kuby                                                   | - 2019 Miguel Díaz-Canel                                                                                    |
| Premier Kuby                                                     | - 2019 Manuel Marrero Cruz                                                                                  |
| Emir Kuwejtu                                                     | - 2023 Miszal                                                                                               |
| Premier Kuwejtu                                                  | - 2024 Ahmad al-Abdullah al-Sabah                                                                           |
| Prezydent Laosu                                                  | - 2021 Thongloun Sisoulith                                                                                  |
| Król Lesotho                                                     | - 1996 Letsie III                                                                                           |
| Premier Lesotho                                                  | - 2022 Sam Matekane                                                                                         |
| Prezydent Libanu                                                 | - 2022 Nadżib Mikati (p.o.) 2025 - 2025 Joseph Khalil Aoun                                                  |
| Premier Libanu                                                   | - 2021 Nadżib Mikati 2025 - 2025 Nawaf Salam                                                                |
| Prezydent Liberii                                                | - 2024 Joseph Boakai                                                                                        |
| Przywódca Libii                                                  | - 2021 Muhammad al-Manfi                                                                                    |
| Premier Libii                                                    | - 2021 Abd al-Hamid ad-Dubajba                                                                              |
| Książę Liechtensteinu                                            | - 1989 Jan Adam II                                                                                          |
| Premier Liechtensteinu                                           | - 2021 Daniel Risch 2025 - 2025 Brigitte Haas                                                               |
| Prezydent Litwy                                                  | - 2019 Gitanas Nausėda                                                                                      |
| Premier Litwy                                                    | - 2024 Gintautas Paluckas                                                                                   |
| Wielki książę Luksemburga                                        | - 2000 Henryk                                                                                               |
| Premier Luksemburga                                              | - 2023 Luc Frieden                                                                                          |
| Prezydent Łotwy                                                  | - 2024 Edgars Rinkēvičs                                                                                     |
| Premier Łotwy                                                    | - 2023 Evika Siliņa                                                                                         |
| Prezydent Macedonii Północnej                                    | - 2024 Gordana Siłjanowska-Dawkowa                                                                          |
| Premier Macedonii Północnej                                      | - 2024 Hristijan Mickoski                                                                                   |
| Prezydent Madagaskaru                                            | - 2023 Andry Rajoelina                                                                                      |
| Premier Madagaskaru                                              | - 2018 Christian Ntsay                                                                                      |
| Prezydent Malawi                                                 | - 2020 Lazarus Chakwera                                                                                     |
| Prezydent Malediwów                                              | - 2023 Mohamed Muizzu                                                                                       |
| Król Malezji                                                     | - 2024 Ibrahim ibni Almarhum                                                                                |
| Premier Malezji                                                  | - 2022 Anwar Ibrahim                                                                                        |
| Prezydent Mali                                                   | - 2021 Assimi Goita (p.o.)                                                                                  |
| Premier Mali                                                     | - 2024 Abdoulaye Maïga (p.o.)                                                                               |
| Prezydent Malty                                                  | - 2024 Myriam Spiteri Debono                                                                                |
| Premier Malty                                                    | - 2020 Robert Abela                                                                                         |
| Król Maroka                                                      | - 1999 Muhammad VI                                                                                          |
| Premier Maroka                                                   | - 2021 Aziz Achannusz                                                                                       |
| Prezydent Mauretanii                                             | - 2019 Muhammad wuld al-Ghazwani                                                                            |
| Premier Mauretanii                                               | - 2024 Moctar wuld Diay                                                                                     |
| Prezydent Mauritiusa                                             | - 2024 Dharam Gokhool                                                                                       |
| Premier Mauritiusa                                               | - 2024 Navin Ramgoolam                                                                                      |
| Prezydent Meksyku                                                | - 2024 Claudia Sheinbaum                                                                                    |
| Prezydent Mikronezji                                             | - 2023 Wesley Simina                                                                                        |
| Prezydent Mjanmy                                                 | - 2024 Min Aung Hlaing (p.o.)                                                                               |
| Premier Mjanmy                                                   | - 2021 Min Aung Hlaing 2025 - 2025 Nyo Saw                                                                  |
| Prezydent Mołdawii                                               | - 2020 Maia Sandu                                                                                           |
| Premier Mołdawii                                                 | - 2023 Dorin Recean                                                                                         |
| Książę Monako                                                    | - 2005 Albert II                                                                                            |
| Minister stanu Monako                                            | - 2024 Didier Guillaume 2025 - 2025 Isabelle Berro-Amadeï (p.o.) 2025 - 2025 Christophe Mirmand             |
| Prezydent Mongolii                                               | - 2021 Uchnaagijn Chürelsüch                                                                                |
| Premier Mongolii                                                 | - 2021 Luvsannamsrain Oyun-Erdene 2025 - 2025 Gombojavyn Zandanshatar                                       |
| Prezydent Mozambiku                                              | - 2015 Filipe Nyusi 2025 - 2025 Daniel Chapo                                                                |
| Premier Mozambiku                                                | - 2022 Adriano Maleiane 2025 - 2025 Maria Benvinda Levy                                                     |
| Prezydent Naddniestrza                                           | - 2016 Wadim Krasnosielski                                                                                  |
| Prezydent Namibii                                                | - 2024 Nangolo Mbumba 2025 - 2025 Netumbo Nandi-Ndaitwah                                                    |
| Premier Namibii                                                  | - 2015 Saara Kuugongelwa 2025 - 2025 Elijah Ngurare                                                         |
| Sekretarz generalny NATO                                         | - 2024 Mark Rutte (Holandia)                                                                                |
| Prezydent Nauru                                                  | - 2023 David Adeang                                                                                         |
| Prezydent Nepalu                                                 | - 2023 Ram Chandra Poudel                                                                                   |
| Premier Nepalu                                                   | - 2024 Khadga Prasad Oli                                                                                    |
| Prezydent Niemiec                                                | - 2017 Frank-Walter Steinmeier                                                                              |
| Kanclerz Niemiec                                                 | - 2021 Olaf Scholz 2025 - 2025 Friedrich Merz                                                               |
| Prezydent Nigru                                                  | - 2023 Hassoumi Massaoudou (p.o.) - 2023 Abdourahamane Tchiani                                              |
| Premier Nigru                                                    | - 2023 Ali Lamine Zeine                                                                                     |
| Prezydent Nigerii                                                | - 2023 Bola Tinubu                                                                                          |
| Prezydent Nikaragui                                              | - 2007 Daniel Ortega 2025 - 2025 Daniel Ortega i Rosario Murillo                                            |
| Król Norwegii                                                    | - 1991 Harald V                                                                                             |
| Premier Norwegii                                                 | - 2021 Jonas Gahr Støre                                                                                     |
| Premier Nowej Zelandii                                           | - 2023 Christopher Luxon                                                                                    |
| Prezydent Osetii Południowej                                     | - 2022 Alan Gaglojew                                                                                        |
| Sułtan Omanu                                                     | - 2020 Hajsam ibn Tarik Al Sa’id                                                                            |
| Sekretarz generalny ONZ                                          | - 2017 António Guterres (Portugalia)                                                                        |
| Prezydent Pakistanu                                              | - 2024 Asif Ali Zardari                                                                                     |
| Premier Pakistanu                                                | - 2024 Shehbaz Sharif                                                                                       |
| Prezydent Palau                                                  | - 2021 Surangel Whipps Jr.                                                                                  |
| Prezydent Palestyny                                              | - 2013 Mahmud Abbas                                                                                         |
| Premier Palestyny                                                | - 2024 Muhammad Mustafa                                                                                     |
| Prezydent Panamy                                                 | - 2024 José Raúl Mulino                                                                                     |
| Papież                                                           | - 2013 Franciszek 2025 - 2025 Leon XIV                                                                      |
| Premier Papui-Nowej Gwinei                                       | - 2019 James Marape                                                                                         |
| Prezydent Paragwaju                                              | - 2023 Santiago Peña                                                                                        |
| Prezydent Peru                                                   | - 2022 Dina Boluarte                                                                                        |
| Premier Peru                                                     | - 2024 Gustavo Adrianzén 2025 - 2025 Eduardo Arana Ysa                                                      |
| Prezydent Południowej Afryki                                     | - 2018 Cyril Ramaphosa                                                                                      |
| Prezydent Portugalii                                             | - 2016 Marcelo Rebelo de Sousa                                                                              |
| Premier Portugalii                                               | - 2024 Luís Montenegro                                                                                      |
| Sekretarz generalny Rady Europy                                  | - 2024 Alain Berset (Szwajcaria)                                                                            |
| Prezydent Republiki Środkowoafrykańskiej                         | - 2016 Faustin-Archange Touadéra                                                                            |
| Premier Republiki Środkowoafrykańskiej                           | - 2022 Félix Moloua                                                                                         |
| Prezydent Republiki Zielonego Przylądka                          | - 2021 José Maria Neves                                                                                     |
| Premier Republiki Zielonego Przylądka                            | - 2016 Ulisses Correia e Silva                                                                              |
| Prezydent Rosji                                                  | - 2012 Władimir Putin                                                                                       |
| Premier Rosji                                                    | - 2020 Michaił Miszustin                                                                                    |
| Prezydent Rumunii                                                | - 2014 Klaus Iohannis 2025 - 2025 Ilie Bolojan (p.o.) 2025 - 2025 Nicușor Dan                               |
| Premier Rumunii                                                  | - 2023 Marcel Ciolacu 2025 - 2025 Cătălin Predoiu (p.o.) 2025 - 2025 Ilie Bolojan                           |
| Prezydent Rwandy                                                 | - 2000 Paul Kagame                                                                                          |
| Premier Rwandy                                                   | - 2017 Édouard Ngirente 2025 - 2025 Justin Nsengiyumva                                                      |
| Premier Saint Kitts i Nevis                                      | - 2022 Terrance Drew                                                                                        |
| Premier Saint Lucia                                              | - 2021 Philip Pierre                                                                                        |
| Premier Saint Vincent i Grenadyn                                 | - 2001 Ralph Gonsalves                                                                                      |
| Prezydent Salwadoru                                              | - 2024 Nayib Bukele                                                                                         |
| O le Ao o le Malo Samoa                                          | - 2017 Tuimalealiʻifano Vaʻaletoa Sualauvi II                                                               |
| Premier Samoa                                                    | - 2021 Naomi Mataʻafa                                                                                       |
| Kapitanowie Regenci San Marino                                   | - 2024 Francesca Civerchia Dalibor Riccardi 2025 - 2025 Denise Bronzetti Italo Righi                        |
| Sekretarz Stanu do spraw Politycznych i Zagranicznych San Marino | - 2020 Luca Beccari                                                                                         |
| Prezydent Senegalu                                               | - 2024 Bassirou Diomaye Faye                                                                                |
| Premier Senegalu                                                 | - 2024 Ousmane Sonko                                                                                        |
| Prezydent Serbii                                                 | - 2017 Aleksandar Vučić                                                                                     |
| Premier Serbii                                                   | - 2024 Miloš Vučević 2025 - 2025 Đuro Macut                                                                 |
| Prezydent Seszeli                                                | - 2020 Wavel Ramkalawan                                                                                     |
| Prezydent Sierra Leone                                           | - 2018 Julius Maada Bio                                                                                     |
| Premier Sierra Leone                                             | - 2023 David Moinina Sengeh                                                                                 |
| Prezydent Singapuru                                              | - 2023 Tharman Shanmugaratnam                                                                               |
| Premier Singapuru                                                | - 2024 Lawrence Wong                                                                                        |
| Prezydent Słowacji                                               | - 2024 Peter Pellegrini                                                                                     |
| Premier Słowacji                                                 | - 2023 Robert Fico                                                                                          |
| Prezydent Słowenii                                               | - 2022 Nataša Pirc Musar                                                                                    |
| Premier Słowenii                                                 | - 2022 Robert Golob                                                                                         |
| Prezydent Somalii                                                | - 2022 Hassan Sheikh Mohamud                                                                                |
| Premier Somalii                                                  | - 2022 Hamza Abdi Barre                                                                                     |
| Prezydent Sri Lanki                                              | - 2024 Anura Kumara Dissanayake                                                                             |
| Premier Sri Lanki                                                | - 2024 Harini Amarasuriya                                                                                   |
| Przewodniczący Rady Suwerennej Sudanu                            | - 2019 Abd al-Fattah Abd ar-Rahman al-Burhan                                                                |
| Premier Sudanu                                                   | - 2022 Usman Husajn 2025 - 2025 Dafallah al-Haj Ali 2025 - 2025 Kamil Idris                                 |
| Prezydent Sudanu Południowego                                    | - 2011 Salva Kiir Mayardit                                                                                  |
| Prezydent Surinamu                                               | - 2020 Chan Santokhi 2025 - 2025 Jennifer Geerlings-Simons                                                  |
| Prezydent Syrii                                                  | - 2025 Ahmad asz-Szara                                                                                      |
| Premier Syrii                                                    | - 2024 Muhammad al-Baszir 2025                                                                              |
| Prezydent Szwajcarii                                             | - 2025 Karin Keller-Sutter                                                                                  |
| Król Szwecji                                                     | - 1973 Karol XVI Gustaw                                                                                     |
| Premier Szwecji                                                  | - 2022 Ulf Kristersson                                                                                      |
| Prezydent Tadżykistanu                                           | - 1994 Emomali Rahmon                                                                                       |
| Premier Tadżykistanu                                             | - 2013 Kohir Rasulzoda                                                                                      |
| Król Tajlandii                                                   | - 2016 Maha Vajiralongkorn                                                                                  |
| Premier Tajlandii                                                | - 2024 Paetongtarn Shinawatra                                                                               |
| Prezydent Tajwanu                                                | - 2024 Lai Ching-te                                                                                         |
| Prezydent Tanzanii                                               | - 2021 Samia Suluhu                                                                                         |
| Premier Tanzanii                                                 | - 2015 Kassim Majaliwa                                                                                      |
| Prezydent Timoru Wschodniego                                     | - 2022 José Ramos-Horta                                                                                     |
| Premier Timoru Wschodniego                                       | - 2023 Xanana Gusmão                                                                                        |
| Prezydent Togo                                                   | - 2005 Faure Gnassingbé 2025 - 2025 Jean-Lucien Savi de Tové                                                |
| Premier Togo                                                     | - 2020 Victoire Tomegah Dogbé 2025 - 2025 Faure Gnassingbé                                                  |
| Król Tonga                                                       | - 2012 Tupou VI                                                                                             |
| Premier Tonga                                                    | - 2024 Samiu Vaipulu (p.o.) 2025 - 2025 'Aisake Eke                                                         |
| Prezydent Trynidadu i Tobago                                     | - 2023 Christine Kangaloo                                                                                   |
| Premier Trynidadu i Tobago                                       | - 2015 Keith Rowley 2025 - 2025 Stuart Young 2025 - 2025 Kamla Persad-Bissessar                             |
| Prezydent Tunezji                                                | - 2019 Kais Saied                                                                                           |
| Premier Tunezji                                                  | - 2024 Kamel Madouri 2025 - 2025 Sara Zaafarani                                                             |
| Prezydent Turcji                                                 | - 2014 Recep Tayyip Erdoğan                                                                                 |
| Prezydent Turkmenistanu                                          | - 2022 Serdar Berdimuhamedow                                                                                |
| Prezydent Ugandy                                                 | - 1986 Yoweri Museveni                                                                                      |
| Premier Ugandy                                                   | - 2021 Robinah Nabbanja                                                                                     |
| Prezydent Ukrainy                                                | - 2019 Wołodymyr Zełenski                                                                                   |
| Premier Ukrainy                                                  | - 2020 Denys Szmyhal 2025 - 2025 Julija Swyrydenko                                                          |
| Prezydent Urugwaju                                               | - 2020 Luis Lacalle Pou 2025 - 2025 Yamandú Orsi                                                            |
| Prezydent USA                                                    | - 2021 Joe Biden 2025 - 2025 Donald Trump                                                                   |
| Prezydent Uzbekistanu                                            | - 2016 Shavkat Mirziyoyev                                                                                   |
| Premier Uzbekistanu                                              | - 2016 Abdulla Aripov                                                                                       |
| Prezydent Vanuatu                                                | - 2022 Nikenike Vurobaravu                                                                                  |
| Premier Vanuatu                                                  | - 2023 Charlot Salwai 2025 - 2025 Jotham Napat                                                              |
| Prezydent Wenezueli                                              | - 2013 Nicolás Maduro                                                                                       |
| Prezydent Węgier                                                 | - 2024 Tamás Sulyok                                                                                         |
| Premier Węgier                                                   | - 2010 Viktor Orbán                                                                                         |
| Monarcha Wielkiej Brytanii                                       | - 2022 Karol III                                                                                            |
| Premier Wielkiej Brytanii                                        | - 2024 Keir Starmer                                                                                         |
| Prezydent Wietnamu                                               | - 2024 Lương Cường                                                                                          |
| Premier Wietnamu                                                 | - 2021 Phạm Minh Chính                                                                                      |
| Prezydent Włoch                                                  | - 2015 Sergio Mattarella                                                                                    |
| Premier Włoch                                                    | - 2022 Giorgia Meloni                                                                                       |
| Prezydent WKS                                                    | - 2010 Alassane Ouattara                                                                                    |
| Premier WKS                                                      | - 2023 Robert Beugré Mambé                                                                                  |
| Prezydent Wysp Marshalla                                         | - 2024 Hilda Heine                                                                                          |
| Prezydent Wysp Świętego Tomasza i Książęcej                      | - 2021 Carlos Vila Nova                                                                                     |
| Prezydent Zambii                                                 | - 2021 Hakainde Hichilema                                                                                   |
| Prezydent Zimbabwe                                               | - 2017 Emmerson Mnangagwa                                                                                   |
| Prezydent ZEA                                                    | - 2022 Muhammad ibn Zajid Al Nahajjan                                                                       |
| Premier ZEA                                                      | - 2006 Muhammad ibn Raszid al-Maktum                                                                        |

Rok 2025 / MMXXV
stulecia: XX wiek ~
XXI wiek ~
XXII wiek

dziesięciolecia:
1990–1999 •
2000–2009 •
2010–2019 •
2020–2029

lata: 2015 «
2020 «
2021 «
2022 «
2023 «
2024 «
2025
» 2026
» 2027
» 2028
» 2029
» 2030
 

## Rok 2025 ogłoszono
- Rokiem Olgi Boznańskiej (w 160. rocznicę urodzin, Polska)[1]
- Rokiem Franciszka Duszeńki (w 100. rocznicę urodzin, Polska)[1]
- Rokiem Antoniego Słonimskiego (w 130. rocznicę urodzin, Polska)[1]
- Rokiem Stefana Żeromskiego (w 100. rocznicę śmierci, Polska)[1]
- Rokiem Kazimierza Sosnkowskiego (w 140. rocznicę urodzin, Polska)[1]
- Rokiem Józefa Tischnera (w 25. rocznicę śmierci, Polska)[2]
- Rokiem Marii Pawlikowskiej-Jasnorzewskiej (w  80. rocznicę śmierci, Polska)[2]
- Rokiem Władysława Stanisława Reymonta (w  100. rocznicę śmierci, Polska)[2]
- Rokiem Wojciecha Jerzego Hasa (w 25. rocznicę śmierci/100 rocznicę urodzin, Polska)[2]
- Rokiem polskich bohaterów z Katynia, Charkowa, Miednoje, Bykowni i innych miejsc[2]
- Rokiem Milenium Koronacji Dwóch Pierwszych Królów w Gnieźnie[1]
- Międzynarodowym Rokiem Nauk i Technologii Kwantowych (ONZ)[3]
- Międzynarodowym Rokiem Ochrony Lodowców (ONZ)[3]
- Międzynarodowym Rokiem Pokoju i Zaufania (ONZ)[3]
- Międzynarodowym Rokiem Spółdzielczości (ONZ)[3]
- Jubileuszowym Rokiem Świętym w Kościele Katolickim pod hasłem „Pielgrzymi nadziei” (papież Franciszek)[4]

## Wydarzenia w Polsce

### Styczeń
- 1 stycznia:
  - Kazanów, Kobylnica, Końskowola, Kurów, Sobków, Wąwolnica i Zaniemyśl uzyskały prawa miejskie[5].
  - w województwie podlaskim powstała nowa gmina o nazwie Grabówka, wydzielona z terenów gminy Supraśl[6].
  - w województwie małopolskim powstała nowa gmina o nazwie Szczawa, wydzielona z terenów gminy Kamienica[7].
- 26 stycznia – odbył się 33. finał Wielkiej Orkiestry Świątecznej Pomocy.

### Luty
- 13 lutego – wejście w życie nowelizacji Kodeksu karnego, wprowadzająca przesłankę braku zgody pokrzywdzonego do ustawowych znamion przestępstwa zgwałcenia[8][9].

### Marzec
- 16 marca – odbyły się wybory uzupełniające do Senatu RP w okręgu wyborczym nr 33[10][11], które wygrała Monika Piątkowska z Koalicji Obywatelskiej (KO) uzyskując wynik 50,14%[12]. Frekwencja wyniosła 16,52%[13].

### Kwiecień
- 18 kwietnia – 1000. rocznica koronacji Bolesława Chrobrego na króla Polski[14][15].
- 26 kwietnia – żałoba narodowa w Polsce w związku z pogrzebem papieża Franciszka[16].

### Maj
- 2 maja – koniec II etapu nawiedzenia kopii obrazu Matki Bożej Częstochowskiej[17].
- 11 maja – w wyniku referendum odwołana została prezydent Zabrza Agnieszka Rupniewska[18][19].
- 18 maja –  pierwsza tura wyborów prezydenckich w Polsce[20][21][22]. Żaden z kandydatów nie uzyskał minimum połowy głosów, do II tury przeszli zwycięzca I tury, kandydat Koalicji Obywatelskiej Rafał Trzaskowski (31,36% głosów) i kandydat popierany przez Prawo i Sprawiedliwość Karol Nawrocki (29,54% głosów)[23].

### Czerwiec
- 1 czerwca – II tura wyborów prezydenckich w Polsce[24]; kandydat popierany przez Prawo i Sprawiedliwość Karol Nawrocki zwyciężył w wyborach otrzymując 50,89% głosów ważnych (10 606 877 głosów), pokonując kandydata Koalicji Obywatelskiej Rafała Trzaskowskiego, który otrzymał 49,11% głosów ważnych (10 237 286 głosów)[25].
- 12 czerwca – selekcjoner piłkarskiej reprezentacji Polski Michał Probierz podał się do dymisji[26].

### Lipiec
- 1 lipca – Sąd Najwyższy uznał wybory prezydenckie, które odbyły się 1 czerwca na rzecz Karola Nawrockiego[27].

Sierpień
- 6 sierpnia:
  - koniec prezydentury Andrzeja Dudy[28].
  - Karol Nawrocki został zaprzysiężony na urząd prezydenta RP i objął zwierzchnictwo nad Siłami Zbrojnymi RP[29].

### Spodziewane wydarzenia w Polsce
- 30 sierpnia – koniec kadencji prezesa NIK Mariana Banasia[30].
- 2–23 października: XIX Międzynarodowy Konkurs Pianistyczny im. Fryderyka Chopina[31][32].

## Wydarzenia na świecie

### Styczeń
- 1 stycznia: 
  - Polska objęła prezydencję w Radzie Unii Europejskiej[33][34].
  - Bułgaria i Rumunia w pełnym zakresie przystąpiły do strefy Schengen[35].
  - w Liechtensteinie weszło w życie prawo legalizujące małżeństwa jednopłciowe[36].
  - Ukraina wstrzymała tranzyt rosyjskiego gazu przez gazociąg  „Przyjaźń” w związku z wygaśnięciem umowy między Kijowem a Gazpromem[37][38].
  - Karin Keller-Sutter objęła urząd prezydenta Szwajcarii,⁣ a ⁣Guy Parmelin – wiceprezydenta Szwajcarii[39].
  - w Czarnogórze w miejscowości Cetynia doszło do strzelaniny, kiedy to 45 letni Aco Martinović otworzył ogień w kawiarni, zabijając 13 osób, po czym zbiegł i popełnił samobójstwo[40][41][42].
  - w zamachu w Nowym Orleanie(inne języki) zginęło 14 osób, a 35 zostało rannych[43].
- 4 stycznia – Kanclerz Austrii, Karl Nehammer, podał się do dymisji[44].
- 6 stycznia – Premier Kanady, Justin Trudeau, ogłosił rezygnację z pełnienia stanowiska[45][46].
- 7 stycznia:
  - Doszło do trzęsienia ziemi(inne języki) o magnitudzie 7,1 w Xigazê w Tybetańskim Regionie Autonomicznym należącym do Chin[47][48].
  - John Dramani Mahama objął urząd prezydenta Ghany (uprzednio sprawowany w latach 2012–2017)[49].
  - Rozpoczęły się pożary w Kalifornii[50].
- 8 stycznia – doszło do ataku(inne języki) na czadyjski pałac prezydencki w Ndżamenie[51][52][53].
- 9 stycznia – generał Joseph Khalil Aoun został wybrany na prezydenta Libanu po dwóch latach politycznego impasu[54][55].
- 10 stycznia – według Copernicus Climate Change Service(inne języki) rok 2024 był najcieplejszym rokiem kalendarzowym w historii pomiarów, a średnia temperatura globalna osiągnęła 1,6 °C powyżej poziomu sprzed rewolucji przemysłowej[56].
- 12 stycznia – Zoran Milanović został wybrany na drugą kandencję Prezydenta Chorwacji w drugiej turze wyborów prezydenckich w Chorwacji(inne języki)[57], uzyskując 74,68% głosów, tym samym pokonał Dragana Primoraca, który uzyskał 25,32% głosów
- 14 stycznia – prezes Międzynarodowego Trybunału Sprawiedliwości, Nawaf Salam, został powołany przez prezydenta Libanu, Josepha Aouna, na stanowisko premiera kraju[58].
- 15 stycznia – Daniel Chapo objął urząd prezydenta Mozambiku[59].
- 19 stycznia – doszło do rozejmu między Izraelem a Hamasem, na skutek którego doszło do wymiany zakładników między stronami[60].
- 20 stycznia – objęcie urzędów przez 47. prezydenta Stanów Zjednoczonych Donalda Trumpa i 50. wiceprezydenta Stanów Zjednoczonych J.D. Vance’a, wybranych w wyborach w 2024 roku[61][62][63].
- 21 stycznia – doszło do pożaru w jednym z hoteli tureckiego ośrodka narciarskiego Kartalkaya(inne języki), podczas którego zginęło 76 osób[64].
- 26 stycznia – wybory prezydenckie na Białorusi w 2025 roku[65].
- 29 stycznia – Katastrofa lotu American Eagle 5342 w Waszyngtonie.

### Luty
- 4 lutego – Strzelanina w szkole w Örebro, w wyniku której zginęło 11 osób, w tym sprawca[66].
- 9 lutego – przedterminowe wybory parlamentarne w Kosowie(inne języki), które wygrały Ruch „Samostanowienie!”[67].
- 14–16 lutego – Odbyła się 61. Monachijska Konferencja Bezpieczeństwa.
- 18 lutego – w Rijadzie odbyły się rozmowy przedstawicieli Stanów Zjednoczonych i Rosji. Rozmowy dotyczyły ewentualnego zakończenia wojny na Ukrainie.
- 23 lutego – przedterminowe wybory parlamentarne w Niemczech[68][69], które wygrała koalicja CDU/CSU z wynikiem 28,52 %[70].
- 28 lutego – wizyta prezydenta Ukrainy w Białym Domu, podczas której doszło do kłótni między prezydentem USA Donaldem Trumpem, wiceprezydentem J.D. Vance’em a prezydentem Wołodymyrem Zełenskim[71][72][73].

### Marzec
- 1 marca – Yamandú Orsi objął urząd prezydenta Urugwaju[74].
- 2 marca – misja Blue Ghost Mission 1 wylądowała na Księżycu[75].
- 3 marca – Stany Zjednoczone wstrzymały pomoc wojskową dla Ukrainy[76].
- 4 marca – Colossal Bioscenes stworzyło myszy włochate w ramach badań nad przywróceniem Mamuta włochatego[77][78].
- 8 marca – liczba ofiar masakr Alawitów wzrosła do 1000[79][80].
- 16 marca – 59 osób zginęło, a 155 zostało rannych w pożarze klubu nocnego w macedońskim mieście Koczani[81].
- 21 marca – Netumbo Nandi-Ndaitwah objęła urząd prezydenta Namibii[82].
- 28 marca – Trzęsienie ziemi w Mandalaju spowodowało śmierć 5404 osób[83].

### Kwiecień
- 7 kwietnia – Firma Colossal Biosciences ogłosiła, że wyhodowała trzy genetycznie zmodyfikowane szczenięta wilków, których cechy anatomiczne zbliżone są do cech wymarłych wilków strasznych[84][85].
- 8 kwietnia – w katastrofie budowlanej w Santo Domingo zginęły 232 osoby[86].
- 13 kwietnia–13 października: wystawa światowa Expo 2025(inne języki) w Osace[87].
- 20 kwietnia – sonda kosmiczna Lucy przeleciała obok asteroidy 52246 Donaldjohanson(inne języki)[88].
- 23 kwietnia – w Watykanie bazylice św. Piotra wystawiono na widok publiczny trumnę z ciałem zmarłego dwa dni wcześniej papieża Franciszka[89].
- 26 kwietnia – uroczystości pogrzebowe papieża Franciszka[90], po nich ciało papieża złożono w bazylice Matki Bożej Większej zostając pierwszym od 120 lat papieżem pochowanym poza Watykanem[91][92].
- 28 kwietnia:
  - przerwa w dostawie prądu na Półwyspie Iberyjskim[93].
  - Wybory parlamentarne w Kanadzie, wygrane przez partię Liberalną[94].
- 30 kwietnia – Stany Zjednoczone zawarły z Ukrainą umowę o partnerstwie ekonomicznym(inne języki)[95][96].

### Maj
- 3 maja – Partia Pracy wygrała wybory parlamentarne w Australii[97].
- 4 maja – odbyła się pierwsza tura wyborów prezydenckich w Rumunii[98][99]. Żaden z kandydatów nie uzyskał minimum połowy głosów, do II tury przeszli kandydat AUR George Simion (40,96% głosów) i kandydat niezrzeszony Nicușor Dan (20,99% głosów)[100].
- 7 maja – rozpoczęło się konklawe zwołane po śmierci papieża Franciszka[101].
- 8 maja – konklawe wybrało nowego papieża – został nim kardynał Robert Prevost, który przyjął imię Leona XIV[102].
- 11 maja – wybory parlamentarne w Albanii[103].
- 13–17 maja: w Bazylei odbył się 69. Konkurs Piosenki Eurowizji[104][105].
- 18 maja:
  - druga tura wyborów prezydenckich w Rumunii[99], w której wygrał dotychczasowy burmistrz Bukaresztu Nicușor Dan (53,60% głosów), który pokonał kandydata partii AUR Georgea Simiona (46,40% głosów)[106].
  - inauguracja pontyfikatu papieża Leona XIV[107].
- 25 maja:
  - odbyły się wybory parlamentarne w Surinamie(inne języki)[108].
  - odbyły się wybory parlamentarne w Wenezueli(inne języki)[109].

### Czerwiec
- 1 czerwca – Ukraina w ramach operacji „Pajęczyna” przeprowadziła ataki na rosyjskie bazy wojskowe, w wyniku których zniszczono 40 samolotów rosyjskich sił powietrznych[110].
- 3 czerwca – Lee Jae-myung wygrywa wybory prezydenckie w Korei Południowej[111].
- 10 czerwca – w strzelaninie w szkole w Grazu zginęło 10 osób[112].
- 12 czerwca – katastrofa lotu Air India 171[113].
- 13 czerwca – izraelskie naloty na Iran i ostrzał rakietowy Izraela ze strony Iranu, początkujące wojnę izraelsko-irańską[114].
- 15–17 czerwca – w Kananaskis(inne języki) w Kanadzie odbył się 51. szczyt grupy G7[115].
- 24–25 czerwca: w Hadze odbył się 38. szczyt NATO[116].
- 25 czerwca – wystartowała misja Axiom 4 ze Sławoszem Uznańskim-Wiśniewskim, drugim Polakiem w kosmosie, na pokładzie[117].

### Lipiec
- 1 lipca – Dania objęła prezydencję w Radzie Unii Europejskiej[118][119].
- 4–7 lipca – przynajmniej 129 osób zginęło oraz zgłoszono ponad 170 zaginięć wskutek powodzi błyskawicznej w Teksasie.
- 16 lipca – Izrael przeprowadził ataki rakietowe na pałac prezydencki(inne języki) oraz siedzibę syryjskiego sztabu generalnego(inne języki) w Damaszku[120].
- 21 lipca:
  - w wyniku katastrofy samolotu wojskowego w Bangladeszu(inne języki) zginęło przynajmniej 20 osób i 170 zostało rannych[121].
  - 28 państw wydaje wspólne oświadczenie wzywające do natychmiastowego zakończenia wojny w Strefie Gazy oświadczając, że „cierpienie ludności cywilnej osiągnęło nowy poziom”[122].
- 23 lipca – Międzynarodowy Trybunał Sprawiedliwości wydał opinię co do możliwości pozywania innych państw w przypadku niedotrzymania zobowiązań klimatycznych[123].
- 24 lipca – w katastrofie lotniczej w Tyndzie zginęło 48 osób[124].
- 28 lipca–3 sierpnia – Jubileusz Światowych Dni Młodzieży w Rzymie[125][126][127].
- 30 lipca – na Kamczatce doszło do silnego trzęsienia ziemi o magnitudzie 8,8 i tsunami na wybrzeżach Hawajów, Rosji oraz Japonii[128][129].

### Sierpień
- 8 sierpnia – Armenia i Azerbejdżan podpisały traktat pokojowy przy pośrednictwie Stanów Zjednoczonych, doprowadzając do zakończenia 37-letniego konfliktu o Górski Karabach(inne języki)[130].
- 15  sierpnia – na Alasce odbył się szczyt Stanów Zjednoczonych i Rosji(inne języki)[131].
- 17 sierpnia – wybory generalne w Boliwii(inne języki)[132].
- 18 sierpnia – kryzysowe spotkanie Europa-Biały Dom w sprawie gwarancji bezpieczeństwa dla Ukrainy(inne języki)[133][134].

### Spodziewane wydarzenia światowe
- 8 września – wybory parlamentarne w Norwegii(inne języki)[135].
- 3 października – wielki książę Luksemburga Henryk abdykuje na rzecz swojego syna Wilhelma[136].
- 14 października – Microsoft oficjalnie kończy wsparcie  dla komputerów z systemem Windows 10[137].
- 22 listopada – 20. szczyt grupy G20 w Południowej Afryce[138].

## Wydarzenia sportowe

### Czerwiec
- 15 czerwca–13 lipca: Klubowe Mistrzostwa Świata w Piłce Nożnej w Stanach Zjednoczonych[139][140].

### Sierpień
- 7–17 sierpnia: World Games 2025 w Chengdu[141].

### Spodziewane wydarzenia sportowe
- 13–21 września: 20. Mistrzostwa Świata w Lekkoatletyce w Tokio[142].

## Urodzili się
- 7 lutego – Ines Bernadotte, szwedzka księżniczka

## Zdarzenia astronomiczne
- równonoc wiosenna: 20 marca o 10:01
- Zaćmienie Słońca: 29 marca o 08:51:52 UTC
- przesilenie letnie: 21 czerwca o 04:42
- równonoc jesienna: 22 września o 20:19
- przesilenie zimowe: 21 grudnia o 16:03

## Święta ruchome
- Tłusty czwartek: 27 lutego
- Ostatki: 4 marca
- Popielec: 5 marca
- Pamiątka śmierci Jezusa Chrystusa: 12 kwietnia
- Niedziela Palmowa: 13 kwietnia
- Wielki Czwartek: 17 kwietnia
- Wielki Piątek: 18 kwietnia
- Wielka Sobota: 19 kwietnia
- Wielkanoc: 20 kwietnia
- Poniedziałek Wielkanocny: 21 kwietnia
- Wniebowstąpienie Pańskie: 29 maja
- Zesłanie Ducha Świętego: 8 czerwca
- Boże Ciało: 19 czerwca[143]